# پالم فن چینی

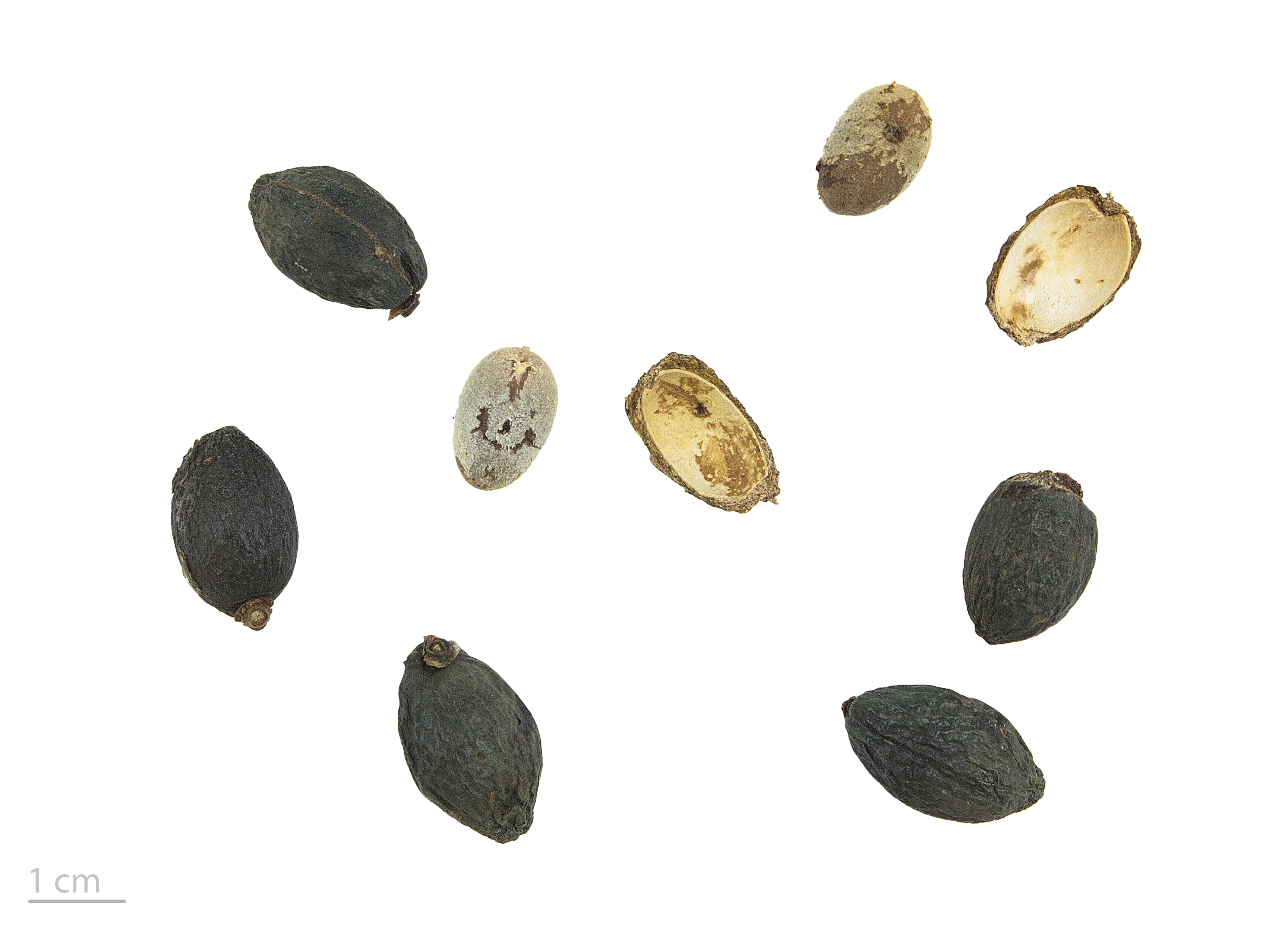
Livistona chinensis

پالم فن چینی(نام علمی: Livistona chinensis) نام یک گونه از تیره نخل است.